# Wassigny
Wassigny é uma comuna francesa na região administrativa de Altos da França, no departamento de Aisne. Estende-se por uma área de 6,79 km². Em 2010 a comuna tinha 969 habitantes (densidade: 142,7 hab./km²).